# Antineutron
Antineutronen ({\displaystyle {\bar {n}}}) är i standardmodellen neutronens antipartikel. Den skiljer sig från neutronen endast genom att vissa av dess egenskaper har lika storhet men motsatt tecken. Den har samma massa som neutronen och ingen elektrisk nettoladdning, men har motsatt baryontal (+1 för neutron, −1 för antineutronen). Detta beror på att antineutronen består av antikvarkar, medan neutroner består av kvarkar. Antineutronen består av en uppantikvark och två nedantikvarkar.

## Bakgrund
Antineutronen upptäcktes 1956 i proton-antiprotonkollisioner vid Bevatron (Lawrence Berkeley National Laboratory) av teamet Bruce Cork, Glen Lambertson, Oreste Piccioni och William Wenzel, ett år efter att antiprotonen upptäcktes.
Eftersom antineutronen är elektriskt neutral kan den inte lätt observeras direkt. Istället observeras produkterna av dess förintelse till vanlig materia. I teorin bör en fri antineutron sönderfalla till en antiproton, en positron och en neutrino i en process som är analog med betasönderfallet av fria neutroner. Det finns teoretiska antaganden om neutron-antineutronoscillationer, en process som innebär brott mot bevarandet av baryontal.

## Magnetiskt moment
Antineutronens magnetiska moment är motsatsen till neutronens. Det är +1,91 μN för antineutronen men −1,91 μN för neutronen (i förhållande till spinnets riktning). Här är μN kärnmagnetonen.